# Andreas Clauß (Triathlet)
Andreas Clauß (* etwa 1963 in Leipzig) ist ein deutscher Triathlonveranstalter, Sportmoderator und ehemaliger Triathlet.

## Werdegang
Clauß war in der DDR ein Triathlet der ersten Stunden und wurde vierfacher DDR-Meister im Triathlon bzw. Ausdauerdreikampf über die Kurzdistanz. Er startete für den SC DHfK Leipzig. 
1990 nahm er an den Weltmeisterschaften im Triathlon über die Kurzdistanz in Orlando, Florida teil und belegte als bester deutscher Starter den 19. Rang. 1990 wurde er noch DDR-Meister über die Kurz- und Mitteldistanz und Dritter beim Europacup in der Türkei. 
1991 startete er für den SC DM/K Leipzig.
Im Jahr 2000 erklärte Andreas Clauß seine aktive Karriere für beendet.
Nach dem Besuch des Sportgymnasiums Leipzig studierte er Sport an der DHfK Leipzig. Clauß arbeitet heute in einem lokalen Sportbad und Wellnessbetrieb. Er ist Mitveranstalter des Leipziger Triathlons und moderiert verschiedene Veranstaltungen.

## Sportliche Erfolge
| Datum/Jahr    | Rang | Wettbewerb                        | Austragungsort | Zeit     | Bemerkung                                           |
| ------------- | ---- | --------------------------------- | -------------- | -------- | --------------------------------------------------- |
| 7. Juli 1996  | 4    | Leipziger Triathlon               | Leipzig        | 01:47:42 | [ 5 ]                                               |
| Juni 1991     | 1    | Rothsee-Triathlon                 | Rothsee        | 02:00:18 |                                                     |
| 15. Sep. 1990 | 19   | ITU Triathlon World Championships | Orlando        | 01:55:35 | ITU-Triathlon-Weltmeisterschaft auf der Kurzdistanz |

(DNF – Did Not Finish)